# Google Docs
Google Docs ist ein Textverarbeitungsprogramm, das Teil der kostenlosen webbasierten Google Docs Editors Suite von Google ist. Die Suite umfasst noch Google Präsentationen, Google Tabellen, Google Zeichnungen, Google Formulare, Google Sites und Google Notizen. Der Dienst ist voll in den Filehosting-Dienst Google Drive integriert, in den alle erstellten Dokumente automatisch gespeichert werden.
Der Dienst kann online im Webbrowser benutzt werden oder offline als Anwendung für Google Chrome, Android und iOS. Die Web-Version wird offiziell von den aktuellen Versionen der Webbrowser Mozilla Firefox, Internet Explorer, Safari, Google Chrome und Microsoft Edge unterstützt, die unter den Betriebssystemen Windows, macOS und Linux laufen. Aber auch mit anderen Browsern wie zum Beispiel Opera kann der Dienst genutzt werden.

## Funktionen
Über die grafische Benutzeroberfläche können Dateien importiert, bearbeitet oder geteilt werden. Dokumente können außerdem in zahlreichen Dateiformaten exportiert werden. Dokumente werden automatisch auf den Google-Servern gespeichert, und es wird ein Bearbeitungslog angelegt, damit frühere Änderungen verfolgt werden können. Dokumente können zu Organisationszwecken markiert und archiviert werden. Eine einfache Suchen- und Ersetzen-Funktion ist vorhanden.
Google Docs enthält ein Web-Clipboard-Tool, mit dem Benutzer Inhalte zwischen Google-Dokumenten, -Tabellen, -Präsentationen und -Grafiken kopieren und einfügen können. Das Web Clipboard kann auch benutzt werden, um Inhalte durch Kopieren und Einfügen zwischen verschiedenen Computern zu verschieben. Kopierte Daten werden auf den Google-Servern bis zu 30 Tage lang gespeichert. Für die meisten Kopieren-und-Einfügen-Vorgänge unterstützt Google Docs auch Tastaturkürzel.
Am 11. März 2014 stellte Google Add-ons für Google Docs und Sheets vor, mit denen Benutzer aus den Add-on-Stores installierte Anwendungen benutzen können, um zusätzliche Funktionen für die Hauptdienste zu erhalten. Außerdem wurde der Add-on-Store im Oktober 2014 auch für Google Forms zugänglich gemacht.
Der Dienst in ein Bestandteil des Google Workspace.

### Formate
Die Anwendung unterstützt das Öffnen und Exportieren von vielen verschiedenen Dateiformaten. Es können jedoch nur in ein Docs-Format konvertierte Dateien bearbeitet werden, außer Office-Dateien, die in einem Office-Kompatibilitätsmodus geöffnet werden können. Dazu ist anzumerken, dass die Anzeige/Konvertierung nicht immer vollständig und fehlerfrei erfolgt (meist sind es deutlich sichtbare Formatierungsfehler). Beim Konvertieren eines Dokuments aus einem Microsoft-, OpenOffice- oder ODF-Format nach Google und zurück gehen einige Informationen und Funktionen verloren, und das Layout kann sich geringfügig verändern. Vor allem unterstützt Google keine Datei-/Dokumenteigenschaften (Metadaten), die über den Windows Explorer oder die entsprechenden Microsoft-Anwendungen verfügbar sind; beim Konvertieren eines Dokuments aus dem Google-Format werden keine Datei-/Dokumenteigenschaften angelegt.
Google bietet eine Erweiterung für Google Chrome an, Office-Bearbeitung für Docs, Sheets und Slides, mit der Benutzer Microsoft-Office-Dokumente in Google Chrome über die Apps Docs, Sheets und Slides betrachten und bearbeiten können. Mit der Erweiterung können auf dem Computer oder im Web (z. B. als E-Mail-Anhänge, Internet-Suchergebnisse usw.) gespeicherte Office-Dateien über Chrome geöffnet werden, ohne sie herunterladen zu müssen. Die Erweiterung ist im Chrome-OS-Betriebssystem automatisch installiert.
Hochgeladene, aber nicht in Google-Docs-Format konvertierte Dateien dürfen bis zu 5 TB groß sein.
Dateien der folgenden Formate können betrachtet und in das Docs-Dokumente konvertiert werden:
- Für Dokumente: .doc (falls neuer als Microsoft Office 95), .docx, .docm, .dot, .dotx, .dotm, .html, .txt (Plain text), .rtf, .odt
- Für OCR: .jpg, .gif, .png, .pdf[10]

### Kollaboration
Dokumente können geteilt, geöffnet und von mehreren Benutzern gleichzeitig bearbeitet oder kommentiert werden, und jede Veränderung kann von allen Benutzern parallel verfolgt werden. Es ist nicht möglich, Benutzern Änderungen zu melden, aber die Anwendung kann Benutzer benachrichtigen, wenn ein Kommentar oder eine Diskussion erstellt oder beantwortet wird, um eine direkte Zusammenarbeit zu ermöglichen. Die aktuelle Position eines Benutzers im Dokument wird durch eine spezifische Farbe bzw. einen spezifischen Cursor angezeigt.
Eine Chat-Leiste ermöglicht Benutzern das Besprechen von Änderungen. Außerdem können Benutzer sich über das enthaltene Bearbeitungslog einen Überblick über die an einem Dokument vorgenommenen Änderungen verschaffen, wobei jeder Mitarbeiter eine eigene Farbe hat. Benutzer können nicht kontrollieren, wie oft Überarbeitungen abgespeichert werden. Ein neues Feature, das im Juni 2014 eingeführt wurde, erlaubt es jedem Benutzer mit Kommentarfreigabe, Änderungsvorschläge zu machen. Dieses Feature ist allerdings aktuell nur für Dokumente verfügbar.

### Weitere
Erwähnenswerte Funktionen der Textverarbeitung sind ein Formeleditor sowie Diskussionen mit E-Mail-Benachrichtigung.
Es ist durch eine OCR-Funktion möglich, anhand der Analyse von Bildern und PDF-Dateien Texte zu erstellen. Hochgeladene und in das Google-Docs-Format konvertierte Dokumente dürfen nicht größer als 50 MB sein und nicht mehr als 1.024.000 Zeichen, unabhängig von Seitenanzahl oder Schriftgröße, enthalten.
Google Docs unterstützt Markdown, sowie ein Gleichungseditor, der das Format LaTeX unterstützt; allerdings fehlt eine Funktion zur Nummerierung von Gleichungen. Am 15. Mai 2012 erhielt Google Docs ein Recherche-Tool. Es ermöglicht Benutzern beim Bearbeiten eines Dokuments den Zugriff auf die Google-Suche über einen Seitenbalken. Seit dem 28. Februar 2017 können zudem Notizen aus Google Notizen in ein Dokument eingefügt werden.

## Google Cloud Connect
Google Cloud Connect war ein Plug-in für Microsoft Office 2003, 2007 und 2010, das alle Microsoft-Word-Dokumente, PowerPoint-Präsentationen oder Excel-Tabellen unter Google Docs in den Google-Docs- oder Microsoft-Office-Formaten speichern konnte. Die Online-Kopie wird bei jedem Speichern des Microsoft-Office-Dokuments automatisch gespeichert. Microsoft-Office-Dokumente können offline bearbeitet und später online synchronisiert werden. Google Cloud Sync ist mit früheren Versionen von Microsoft-Office-Dokumenten kompatibel und ermöglicht die parallele Bearbeitung desselben Dokuments durch mehrere Benutzer. Allerdings wurde Google Cloud Connect am 30. April 2013 eingestellt, weil Google Drive dieselben Aufgaben mit besseren Resultaten erfüllt.